# Gaferut
Gaferut o el Atolón de Gaferut (en inglés: Gaferut Atoll) es un atolón periférico en el Estado de Yap en los Estados Federados de Micronesia. El más septentrional del grupo oriental de las islas de Yap, se encuentra a 100 kilómetros al noreste de Faraulep y 790 kilómetros al este de la isla de Yap.
Gaferut fue llamada Fayo por los habitantes de los atolones vecinos, lo que significa piedra o roca en el idioma local. Pertenece a los nativos Faraulep.
La isla es de 1500 pies de largo y 500 pies de ancho, y de menos de 10 hectáreas de superficie. Se encuentra en el sureste de un arrecife que tiene 1,5 km de largo y un kilómetro de ancho.
La vegetación se compone de Tournefortia argentea y Cocos nucifera.